# Megapodius amissus
Megapodius amissus — вимерлий вид куроподібних птахів родини великоногових (Megapodiidae). Птах жив на островах Фіджі у ранньому голоцені. Вимер з прибуттям людей. Описаний у 2000 році з субфосильних решток, що виявлені у 1998 році у печері Удіт поблизу селища Вайнібуку на острові Віті-Леву.